# Стремя

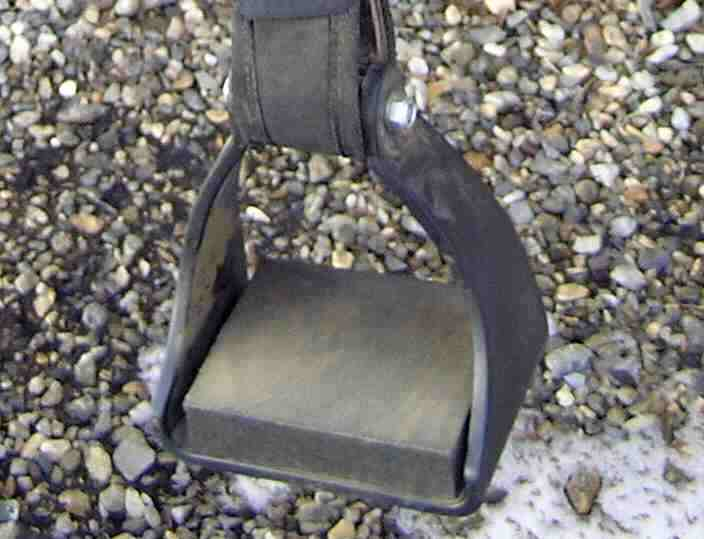
Стремя

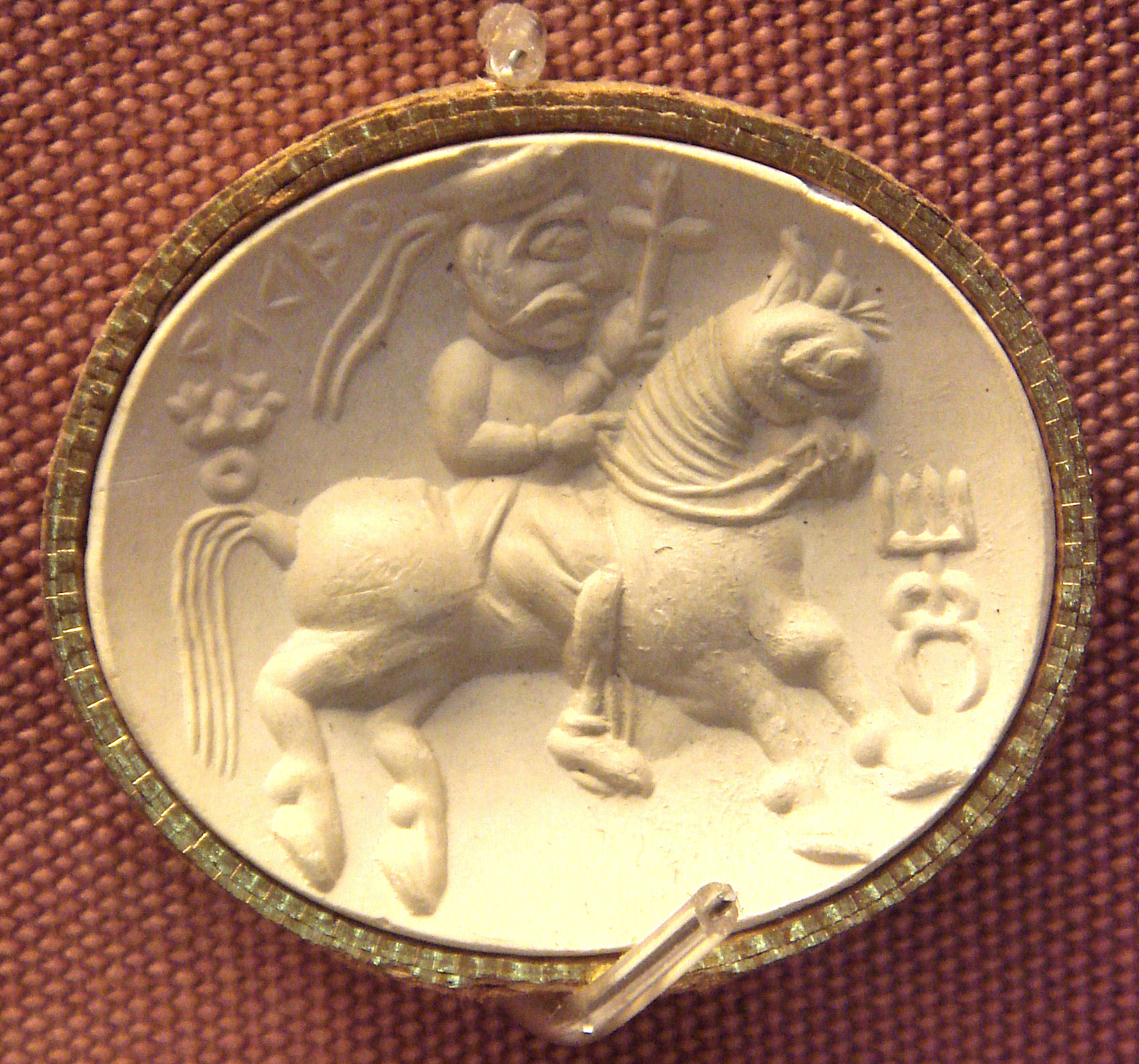
Изображение стремян на кушанской сердоликовой печати из Британского музея, около 150 года н. э.

Стре́мя (стремено́) — седельная принадлежность, помогающая всаднику сесть на лошадь и сохранять равновесие во время верховой езды.
Стремя было изобретено в IV веке кочевниками и быстро распространилось по всему миру. Благодаря использованию стремян у всадников появилась возможность наносить сабельные удары и более точно поражать противника из лука. Это позволило кочевникам изменить тактику и стратегию военных действий, поменять вооружение.

## Этимология
Слово «стремя» произошло от общеславянского слова *strьmen («натягивать», «растягивать», «выпрямлять»), нечто вытянутое или натянутое (верёвка, ремень, черта). Вероятно, более ранние формы — «стрьмя», «стрьмьнь», с XII века — «стремя» и «стремень». Согласно В. И. Далю слово «стремя» произошло от глаголов «стромить», «втыкать».

## История стремени
Некоторые историки считают, что первые изображения устройств, напоминающих стремена, можно найти ещё в искусстве Древней Ассирии, в частности, на рельефном изображении с бронзовых ворот из Британского музея, изображающем поход царя Салманасара III 853 г. до н. э.
Важное изобретение сделано было во II веке н. э. в Индии эпохи Гуптов. Там к седлу стали приделывать два ремня с маленькими кольцами на концах, и всадник мог залезть на лошадь, вставив в одно из колец большой палец ноги. Произошло это именно в Индии скорее всего потому, что именно в ней впервые верховые лошади были отделены от колесничных. Боевые колесницы и конница использовались в армиях Древней Индии одновременно, причём конница кшатриев напоминала нумидийскую — действовала преимущественно дротиками, и лишь в крайнем случае — кривыми мечами. На слонов и колесницы возлагались задачи тяжёлой кавалерии. За пределы Индии это изобретение, однако, попало далеко не сразу — в других странах всадники обычно носили кожаную обувь и не могли пользоваться колечками для больших пальцев ног. Тем не менее, стремена уже в первых веках нашей эры известны были кочевым тохарам, парфянам и, возможно, гуннам.
По мнению других исследователей, «настоящие» стремена изобретены были в Китае. Древнейшее стремя, не полностью сохранившееся и слишком короткое для всадника, датируется 302 годом н. э., самое же раннее полное найдено в гробнице династии Цзинь и датировано 322 годом н. э. Наиболее раннее в китайской литературе упоминание стремян относится к 477 году и встречается в биографии китайского военачальника Лю Суна.
В Европе первое письменное упоминание стремян найдено в «Стратегиконе» псевдо-Маврикия. Следует иметь в виду, что этот византийский текст содержит три слоя. Первый приписывают магистру Урбикию (505 год), другой датируется временем правления императора Маврикия, то есть 582—602 годами, а третий — серединой VI века. Упоминание о железных стременах находится в первой части (в самом начале трактата, I, 2), причём о них говорится как о само собой разумеющемся факте. Исходя из этого появление стремян в Европе можно датировать концом V — серединой VI веков (время варварских вторжений с Востока), точнее не ранее 461 и не позже 558 годов. Самые ранние образцы стремян в Европе встречаются в аварских погребениях VII века в Дакии.

## Современное устройство
Современное стремя, используемое при верховой езде, обычно представляет собой металлическое кольцо с петлёй для подвешивания к седлу. Нижняя часть стремени — ровная с резиновой (или иной) прокладкой для лучшего сцепления с обувью всадника. Подвешивание производится с помощью путлища — кожаного (или из другого материала) ремня, которое позволяет регулировать расстояние между седлом и стременем в зависимости от длины ноги всадника и способа посадки.

## Преимущества стремени
При использовании стремян посадка на животное и верховая езда становятся более надёжными, так как всадник может упираться на стремена ногами и маневрировать центром тяжести.
Всадник-кавалерист, опираясь на стремя, более не мог свалиться с лошади при замахе; и кавалерия вместо привязных сарисс, коротких копий для верхнего удара и кривых мечей стала использовать длинные копья, которыми можно было наносить удары в любом направлении, тяжёлые топоры и длинные мечи, а позже и сабли.
Стремя стало распространяться по миру — народы, умеющие делать железо, могли изготовить и стремена. Уже в VI веке стремена появились у византийской кавалерии — сразу после этого нововведения византийцы стали бить готов, от кавалерии которых ранее терпели поражения. Ещё раньше стремена стали употребляться в Иране и на Аравийском полуострове. Усовершенствовали свои сёдла и кочевники Великой Степи.

### Сапоги для верховой езды

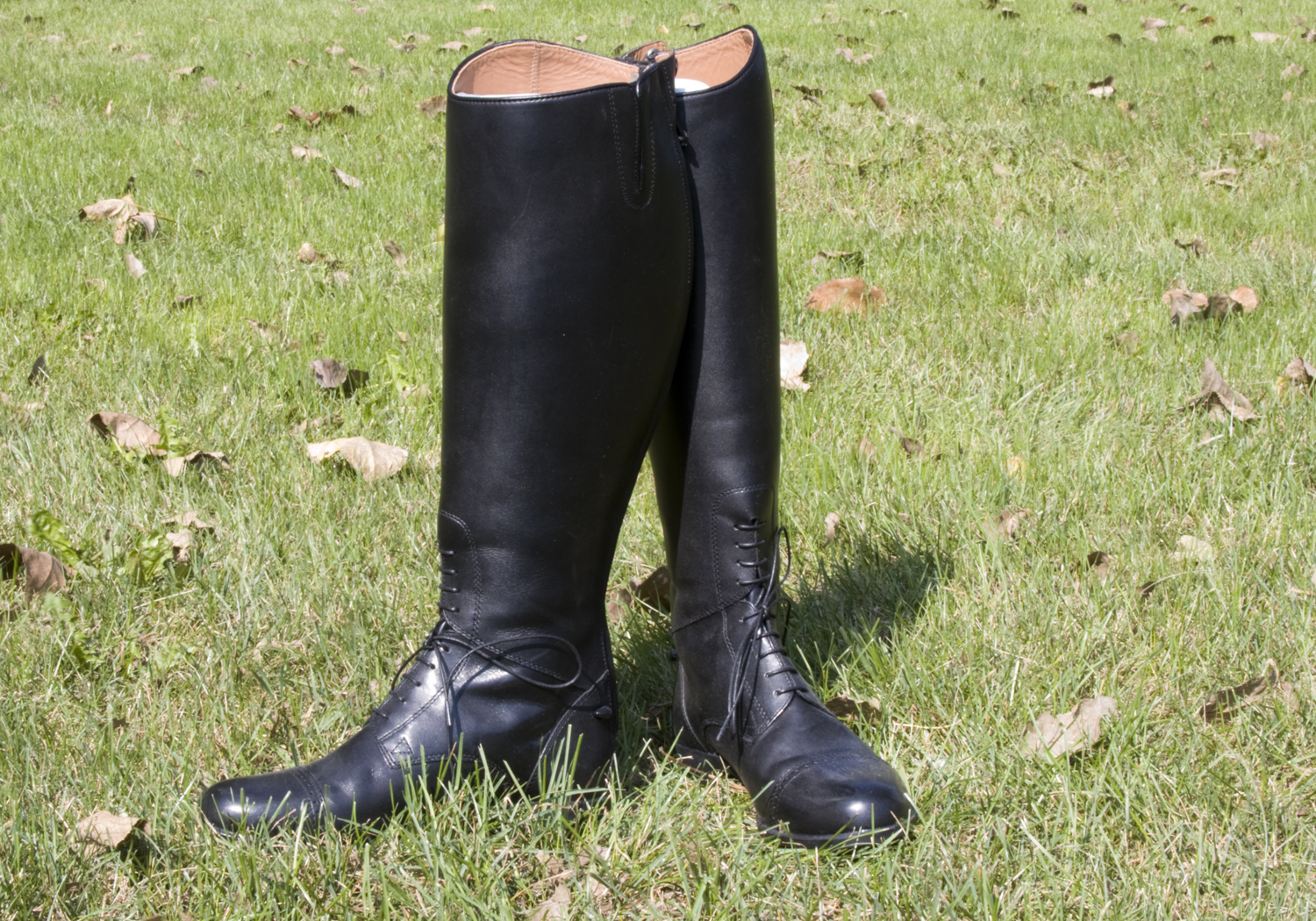
Английские сапоги, со шнуровкой, для верховой езды

Другой особенностью снаряжения всадника стало якобы ещё одно изобретение кочевников — кожаные сапоги для верховой езды. Сапоги необходимы для защиты ног всадника от трения о лошадиную шкуру. Так же как и стремена, сапоги получили быстрое распространение по всему миру.
По причине упора коленями в бока лошади, в Средние века европейские всадники при отсутствии лат носили высокие сапоги — ботфорты (в оригинальном виде почти не гнущиеся ни в коленях, ни в щиколотках). К восточному седлу также прилагались специальные сапоги — короткие, но с высоким каблуком и загнутыми носами (чтобы прочнее держаться в стремени). Их назначение рисовальщиками иллюстраций давно забыто.
Кавалерийские сапоги не предназначались для пешего передвижения. Например, у французских рыцарских сапог XV века длинные носы загибались на шарнире вниз, а не вверх, как у восточных, из-за чего ходить в таких сапогах можно было только по ровному месту, высоко поднимая колени. С другой стороны, в таких сапогах всадник опирался на стремя не серединой стопы, а пальцами ног, — приподняться можно было чуть выше.

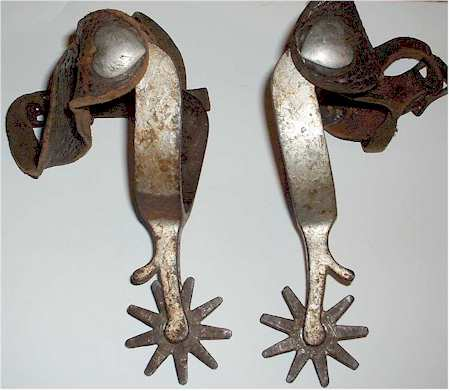
Ковбойские шпоры

Македоняне первыми стали применять шпоры. Гетайрам потребовались жёсткие сапоги в первую очередь для крепления шпор.
Функция шпор первоначально была противоположна современной. Шпоры использовались для приостановки лошади. Если лошадь ускоряла шаг, всадник начинал ранить её шпорами. Это вынуждало лошадей носить своих наездников с осторожностью.
Заметное распространение шпоры приобрели после изобретения стремян, причём остались признаком преимущественно тяжёлой кавалерии.

### Каблук

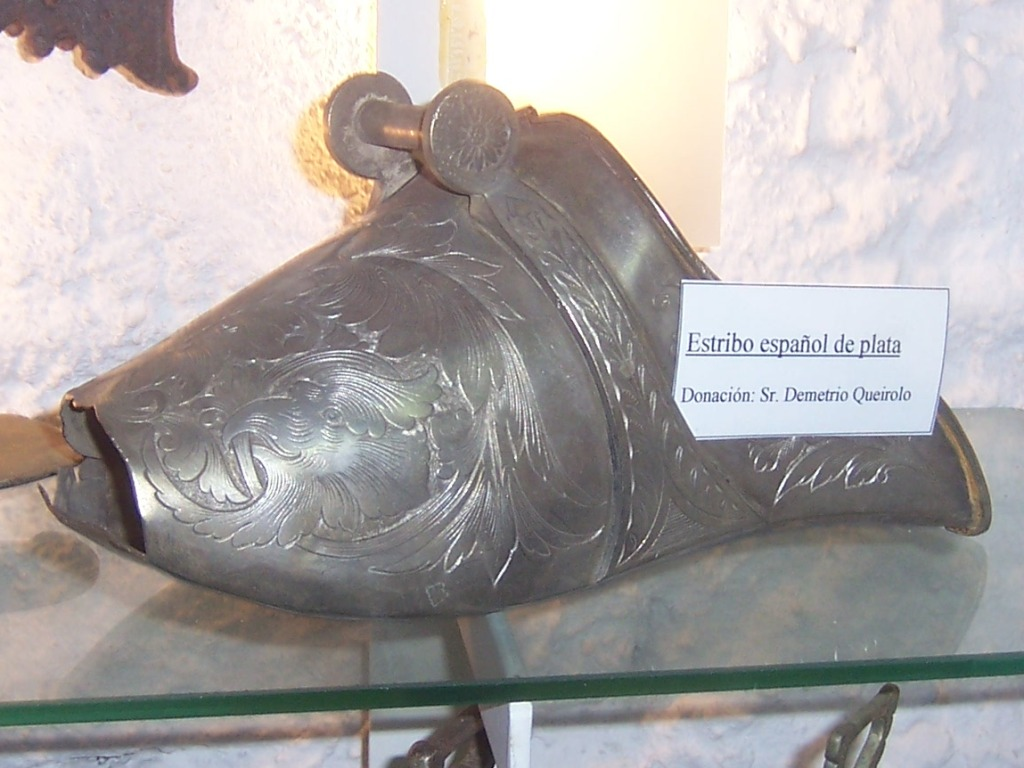
Стремя с носком

Изначально обувь изготовлялась без каблуков. Из-за этого нога всадника проваливалась в стремя. Чтобы избежать этого, до появления каблука стремена делали с носком для ноги.
Стремена с носком до сих пор используются при обучении верховой езде.
Каблук на обуви появился в позднем средневековье. В русском языке слово «каблук» впервые отмечено в письменных источниках в 1509 году. Слово «каблук» вероятно заимствовано из тюркского языка, в котором имелось слово kabluk; тюркское слово kabluk происходит от арабского слова kab («пята, пятка»).

## Недостатки стремени
Стремя имеет два существенных недостатка. Первый связан с безопасностью, конструкция стремени такова, что даже при правильном использовании нога всадника при падении окажется защемлённой. В случае с неправильно подобранным стременем этот недостаток усугубляется, в слишком большое отверстие нога может проскользнуть вместе с пяткой, а из слишком маленького её сложнее высвободить. Одним из способов преодоления этого недостатка является применение стремян английской конструкции, которые выпадают вместе со всадником.
Второй недостаток стремени — отрицательное влияние на здоровье всадника. Если весь вес всадника приходится на стремена, от нагрузки могут повредиться его мышцы и сухожилия, а при длительном использовании может возникнуть деформация ног. Большинство всадников не испытывают подобных проблем на протяжении всей жизни. Для занятий, требующих длительного пребывания в седле, используются стремена с более широким основанием.